# Mbeyú
El mbeyú (en guaraní: mbeju) es una especie de tapioca de almidón de mandioca y queso fresco. Es herencia de la cocina mestiza cario guaraní-española, que ocurrió con la fundación de la ciudad de Asunción, es tradicional y originaria de la gastronomía paraguaya también es consumido en el Nordeste argentino y en el Sur de Brasil. Esto es probable que sea debido a que en la época colonial era común fundar poblados desde ciudades previamente establecidas, y este sería también el caso de varias ciudades que se fundaron con expediciones desde Asunción. Por esto se denomina a la ciudad de Asunción «Madre de Ciudades y de la Gastronomía del Río de la Plata».

## Toponimia
El nombre mbeyú (en la grafía guaraní, se escribe mbeju) es un vocablo guaraní que significa ‘torta aplastada’. El mbeyú está unido a la mitología guaraní siendo, en consecuencia, una de las recetas más antiguas de esta cultura. Junto con la chipa y la sopa paraguaya, forma parte del conjunto de comidas denominado týra. «Týra» es un término guaraní que designa todo alimento que se consume para acompañar al mate cocido, la leche, al té, café, etc. Desde tiempos remotos, existían al menos 16 preparaciones distintas que formaban el conjunto de comidas llamado «týra». En la actualidad se han identificado 11 de ellas.

## Historia y origen
Existe la idea equivocada de nombrar a la gastronomía paraguaya como «gastronomía guaraní». La gastronomía paraguaya nace de la fusión de la culinaria española y la cocina cario-guaraní, que se desarrolló por influencias de los padres franciscanos, los españoles y los criollos asuncenos, el cual tuvo lugar en Asunción y sus alrededores. Pueblos como Tobatí, Atyrá, Altos, Areguá, Ypané, Guarambaré, Itá y Yaguarón son ejemplos vivos de cómo la cultura paraguaya se desarrolló fuera y lejos de la influencia mercantil de los jesuitas. Cuando los jesuitas fueron expulsados en 1767, los nativos volvieron a su hábitat natural (la selva misionera) mas no fueron a Asunción y su zona de influencia para educar o enseñar, prueba de ello es la extinción de la cerámica jesuita y no así la franciscana que sigue viva en Itá, Areguá y Tobatí.
La cocina base de los cario-guaraníes consistía en la caza, la pesca, sus cultivos de granos, sus técnicas y métodos de cocción, así como los utensilios que elaboraban. Los primeros antecedentes del sincretismo cario-guaraní-español tuvieron lugar en la época de la fundación de Asunción y alrededores, donde posteriormente se fundaron las reducciones franciscanas de Altos, Atyrá, Guarambaré, Itá, etc. En la Gobernación del Paraguay se circunscribía una jurisdicción católica llamada «Provincia Paraguaria». Esta provincia, entonces dependiente del Virreinato del Perú, abarcaba las regiones de Paraguay, Argentina, Uruguay y partes de Bolivia, Brasil y Chile (entre 1604 y 1617). Desde 1617, la Provincia Paraguaria fue desmembrada a la Gobernación del Río de la Plata y la Gobernación del Paraguay, quedando así bajo la jurisdicción de esta última. Posteriormente esta región pasó a pertenecer al efímero Virreinato del Río de la Plata (1776-1810). La cultura desarrollada en el Gran Paraguay fue muy fuerte, ya que los guaraníes fueron usados por los conquistadores y los evangelizadores como intermediarios con otros pueblos amerindios. Por estos motivos, la cultura paraguaya que caracteriza a Asunción se conservó fuerte en esta zona, y a su vez se extendió hacia zonas donde más tarde se introdujo el ganado vacuno, con la fundación de Corrientes en 1588, la ciudad más antigua del NEA.
En las bitácoras (de viajeros como el alemán Ulrico Schmidl) y en los registros históricos de la época virreinal aparece en varios párrafos que los carios guaraníes (tribu que habitaba la zona de Asunción) preparaban tortas y panes a base de mandioca, maíz y choclo dulce mezclados con grasa animal, conocidos como mbuyapé (‘pan’ en guaraní). La alimentación cario-guaraní fue complementada con alimentos criollos que aportaron consigo los españoles desde el Viejo Continente. Esto se debió a la introducción del ganado vacuno en 1556, y a partir de estos se obtenían «nuevos» alimentos tales como: carne de res y oveja, leche, huevos, quesos, etc. De esta manera, las comidas con ingredientes de la base gastronómica cario-guaraní (maíz, mandioca, zapallo, batata, etc.) se entremezclaron con ingredientes traídos por los españoles (carne, leche, quesos, huevos, etc.). Dicha unión dio lugar a comidas que se han consumido desde esa época virreinal hasta la actualidad. Fue en este contexto donde se originó la receta de los platos típicos paraguayos que tienen como ingredientes base la mandioca, maíz, queso, leche y carne vacuna.

## En Brasil

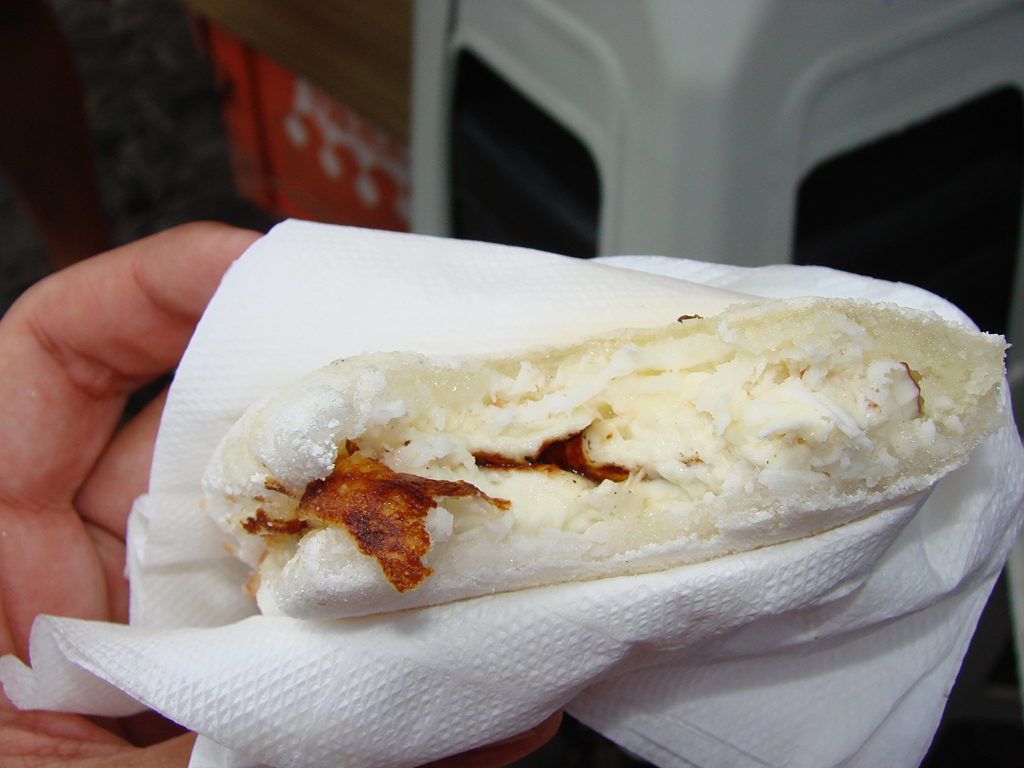
Beiju brasilero.

En Brasil se llama beiju (sílaba tónica ju) a un bollo elaborado con la masa del almidón con fécula de la mandioca. Es de origen indígena y típico del nordeste de Brasil. La palabra tiene su origen en las lenguas tupí-guaraní, que significa ‘enroscado’ o ‘enrollado’. El beiju o beju fue descubierto en Pernambuco, y se elabora con la fécula extraída de la mandioca, una sustancia harinosa también conocida como goma do tapioca, goma seca, polvilho o polvilho doce. Se esparce en una sartén caliente hasta cuajar y se da vuelta. Su aspecto final se asemeja a un mbeyú sin queso en el preparado.